# Pimento
«Pimento» es el noveno y penúltimo episodio de la primera temporada de la serie de televisión estadounidense de AMC Better Call Saul, la serie derivada de Breaking Bad. El episodio se emitió el 30 de marzo de 2015 en AMC en Estados Unidos. Fue escrito y dirigido por Thomas Schnauz. Fuera de Estados Unidos, se estrenó en el servicio de streaming Netflix en varios países.

## Trama
Jimmy y Chuck se preparan para su demanda contra Sandpiper Crossing. Chuck advierte a Jimmy que sus abogados intentarán presentar una orden de restricción para mantenerlo fuera de su propiedad, pero Jimmy va al juzgado y evita que se apruebe. Al regresar a la casa de Chuck, descubre que los abogados de Sandpiper Crossing han recurrido a un volcado de documentos, lo que requiere que Chuck y Jimmy lean varias cajas de documentos antes de que puedan responder. Chuck no cree que él y Jimmy puedan manejar el caso solos y sugiere que lo refieran a Hamlin, Hamlin & McGill. Jimmy es reacio a involucrar a HHM, pero organiza una reunión. Mientras Jimmy duerme, Chuck sale a escondidas de la casa y usa el teléfono de Jimmy para hacer una llamada.
A la mañana siguiente, Howard se prepara para la llegada de Chuck y Jimmy a HHM confiscando los teléfonos de todos y apagando la electricidad del edificio. Todo el personal saluda el regreso de Chuck con una ovación de pie. Howard confía en que tienen un caso sólido contra Sandpiper Crossing y ofrece darle a Jimmy el veinte por ciento del acuerdo final o del fallo, así como una tarifa de asesoría de USD $20,000. Sin embargo, deja en claro que Jimmy no trabajará en el caso o con HHM. Esto enoja a Jimmy, quien exige saber por qué ha sido excluido repetidamente de la empresa. Cuando Howard no responde a sus preguntas, Jimmy decide no entregar el caso a HHM. Kim confronta a Howard sobre su tratamiento a Jimmy. Howard se resiste a decirle la razón de sus acciones, pero luego le confiesa la verdad.
Mike recibe una oferta de trabajo para ser guardaespaldas de Daniel Wormald («Pryce»), que quiere vender píldoras de oxicodona robadas de su empleador. Pryce inicialmente considera a Mike, Sobchak y Clarence para el trabajo. Sobchak se burla de Mike por no llevar armas, solo un sándwich de queso pimiento para el almuerzo. Mike se defiende del ataque de Sobchak y lo desarma, lo que provoca que Clarence huya. Pryce conduce a Mike a una fábrica abandonada donde Mike lo entrena sobre cómo actuar durante el negocio de las drogas. Nacho llega y entrega una gran suma de dinero en efectivo. Cuando Pryce nota que en el pago faltan veinte dólares, Mike exige con calma que Nacho pague la totalidad. Nacho intenta intimidar a Mike, pero paga cuando se da cuenta de que Mike no puede ser intimidado. Cuando se van, Mike le dice a Pryce que había investigado a Nacho con anticipación y sabe que este trato se llevó a cabo sin el conocimiento de sus jefes, por lo que Nacho no se habría arriesgado a una confrontación.
Kim se encuentra con Jimmy y le sugiere que acepte la oferta de Howard para el caso Sandpiper Crossing, que le permitirá comenzar su propia firma. Después de rechazar el consejo de Kim, Jimmy revisa su teléfono y se da cuenta de que Chuck lo usó la noche anterior. Al día siguiente, Jimmy le informa a Chuck que aceptará el trato de Howard, deduciendo que Chuck estaba usando a Howard para mantener a Jimmy fuera de HHM. Jimmy exige saber por qué y Chuck le dice «¡No eres un verdadero abogado!» porque Jimmy obtuvo su título de una escuela de derecho no acreditada. Chuck dice que estaba orgulloso cuando Jimmy dejó de hacer estafas y trabajó en la sala de correo de HHM, pero nunca pudo ser abogado en HHM porque no ha cambiado. Sintiéndose traicionado, Jimmy corta sus lazos con Chuck.

## Producción
Este episodio fue escrito y dirigido por Thomas Schnauz, quien también escribió «Nacho» a principios de la temporada.
El personaje de Steven Ogg se llama Sobchak en el guion del programa, pero nunca es llamado por su nombre, y más tarde solo se lo denomina con el alias «Sr. X» en el episodio de la quinta temporada «Dedicado a Max». El nombre fue seleccionado por Schnauz en referencia al personaje de John Goodman, Walter Sobchak, en El gran Lebowski.

## Recepción
Al emitirse, el episodio recibió 2,38 millones de espectadores en Estados Unidos, y una audiencia de 1,1 millones entre adultos de 18 a 49 años.
El episodio recibió aclamación de la crítica, y muchos críticos elogiaron el giro de la trama al final y las actuaciones de Bob Odenkirk y Michael McKean. En el sitio web Rotten Tomatoes, basado en 18 reseñas, recibió una calificación de aprobación del 100% con un puntaje promedio de 8,8 de 10. El consenso del sitio dice: «Una revelación desgarradora e increíblemente actuada, mezclada con una trama secundaria dura y poderosa para Mike, hace de «Pimento» un penúltimo episodio superior de una temporada consistentemente fuerte». Roth Cornet de IGN le dio al episodio una calificación de 9,0 y concluyó: «Better Call Saul reveló la traición que muy bien podría estar en el corazón de lo que convierte a Jimmy McGill en Saul Goodman, ya que esta historia increíblemente elaborada continúa desarrollándose». The Telegraph calificó el episodio con 4 estrellas de 5.